# Bai He (football)
Dans ce nom chinois, le nom de famille, Bai, précède le nom personnel.
Bai He est un footballeur hongkongais d'origine chinoise né le 19 novembre 1983 à Baoding en Chine. Il évolue au poste de milieu défensif.

## Carrière

### Joueur
- 2004-2006 : Chengdu Blades  Chine
- Depuis 2006 : South China  Hong Kong

## Sélections
Bai He fait ses débuts en équipe nationale de Hong Kong le 23 août 2009 contre Taïwan.
10 sélections et 0 but avec  Hong Kong depuis 2009.

## Palmarès

### Club
- Avec South China :
  - Champion de Hong Kong en 2007, 2008, 2009 et 2010.
  - Vainqueur de la Coupe de Hong Kong en 2007.
  - Vainqueur de la Coupe de la Ligue hongkongaise en 2008.